# The Problem with Apu
The Problem with Apu é um documentário de 2017 escrito e estrelado pelo comediante Hari Kondabolu e produzido e dirigido por Michael Melamedoff. O filme enfoca o personagem Apu Nahasapeemapetilon, da série animada Os Simpsons.